# جب الشامي
جب الشامي قرية صغيرة في ناحية الفرقلس التابعة لمنطقة حمص في محافظة حمص في سورية.